# Michael Nakazawa
Masatsugu Nakazawa (なかざわ まさつぐ Nakazawa Masatsugu, nacido el 8 de octubre de 1975) es un luchador profesional japonés, conocido por el nombre de ring Michael Nakazawa (中澤マイケル Nakazawa Micheal) quien actualmente trabaja para All Elite Wrestling (AEW).

## Carrera

### Circuito independiente (2005-2019)
Nakazawa es conocido por su permanencia en DDT Pro-Wrestling, donde fue Campeón de KO-D Tag Team (con Kenny Omega), Campeón de Six-Person Tag Team y campeón Extremo de DDT. A lo largo de su carrera, también ha luchado por New Japan Pro-Wrestling, Michinoku Pro Wrestling, Big Japan Pro Wrestling y All Japan Pro Wrestling. Nakazawa estudió en los Estados Unidos y habla inglés con fluidez. A menudo actuó como intérprete para luchadores extranjeros de habla inglesa en Japón y, a través de esta relación, conoció a Kenny Omega, ahora vicepresidente ejecutivo de AEW, con quien ha compartido el ring por 34 veces, como oponente y como compañero de equipo.

### All Elite Wrestling (2019-presente)
Nakazawa se anunció como nuevo miembro de All Elite Wrestling a principios de 2019. El 25 de mayo, Nakazawa debutó en el inaugural evento de Double or Nothing en el pre-show en el Casino Battle Royale por una oportunidad por el Campeonato Mundial de AEW donde fue eliminado por Sunny Daze siendo el primer eliminado. El 29 de junio, Nakazawa apareció en Fyter Fest con una victoria tras derrotar a Alex Jebailey. El 2 de octubre en el primer episodio de Dynamite, Nakazawa intentó entrevistar a la recién coronada Campeona Mundial Femenil de AEW Riho, pero fue atacado por Nyla Rose tras perder su lucha y fue detenida por Kenny Omega.

## Campeonatos y logros
- DDT Pro-Wrestling[7]
  - KO-D Tag Team Championship (2 veces) - con Tomomitsu Matsunaga (1) y Kenny Omega (1)
  - DDT Extreme Division Championship (1 vez)
  - Ironman Heavymetalweight Championship (14 veces)
  - UWA World Trios Championship (3 veces)
  - DDT Jiyugaoka Six-Person Tag Team Championship (1 vez) - con Hikaru Sato and Tomomitsu Matsunaga